# Charles Albert de Burlet
Charles Albert de Burlet (* 1882 in Rotterdam; † 1956 in Basel) war ein niederländischer Kunsthändler.

## Leben und Werk

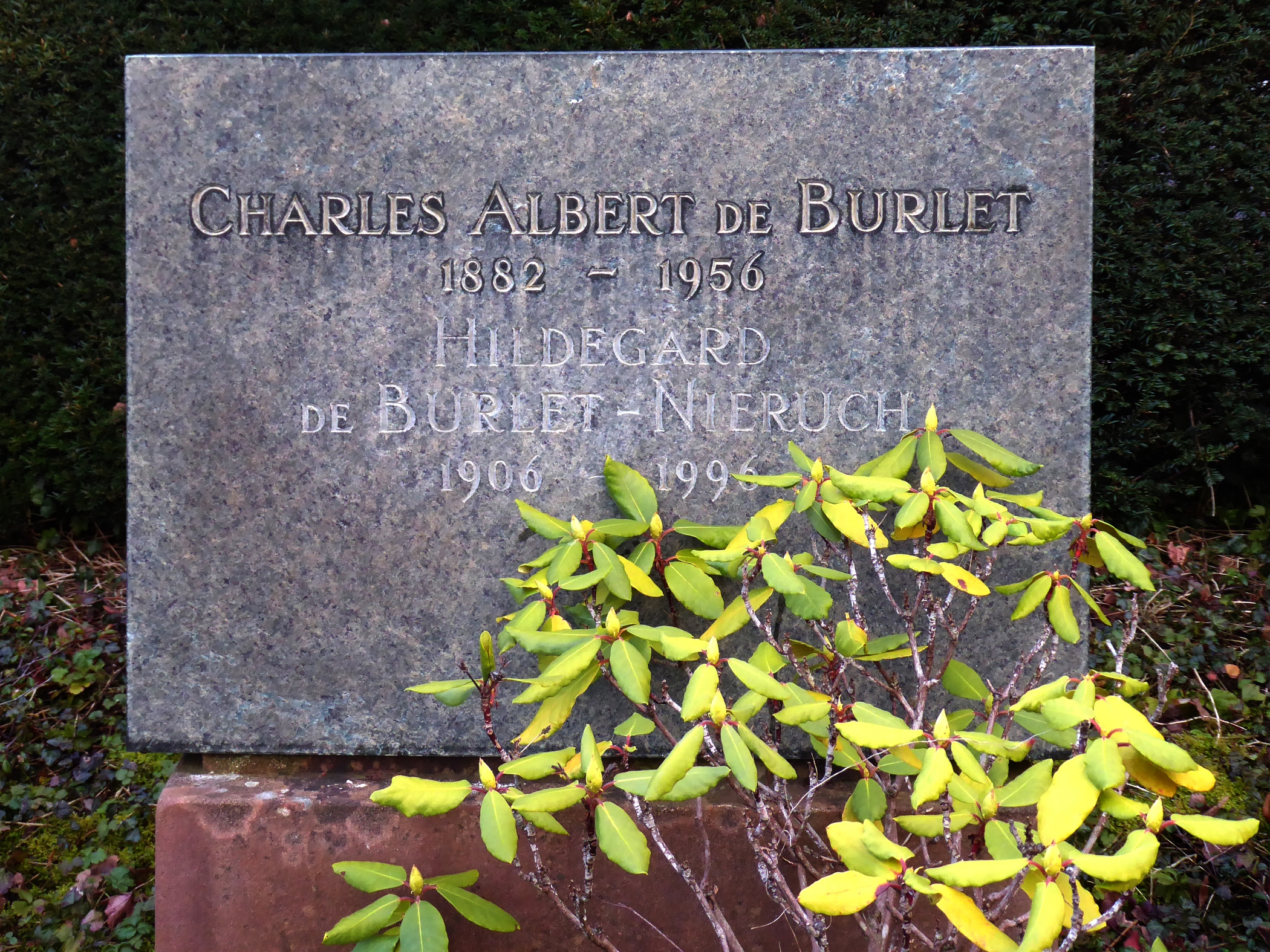
Grab auf dem Ehrenfeld des Basler Friedhofs am Hörnli

Charles Albert de Burlet war der ältere Bruder des niederländischen Pathologen Herman Maximilien de Burlet. Er war mit Christian M. Nebehay als auch mit dessen Vater Gustav Nebehay befreundet und erhielt ein dementsprechend freundliches Porträt im Buch Die goldenen Sessel meines Vaters, das Christian M. Nebehay über seinen Vater geschrieben hatte.
1910 gründete de Burlet unter Beteiligung der Kunsthandlung C. G. Boerner seine eigene Galerie und die „Kunsthandlung Charles Albert de Burlet“ im Parterre des Berliner Hotels Adlon. Zwei Jahre später eröffnete er in der Viktoriastraße in Berlin eine eigene Kunsthandlung, die er bis 1934 betrieb. Aufgrund der politischen Lage emigrierte er nach Basel, wo er sich ebenfalls als Kunsthändler etablieren konnte.
Charles Albert de Burlet fand seine letzte Ruhestätte auf dem Ehrenfeld des Friedhofs am Hörnli in Basel.